# (5377) Komori
(5377) Komori es un asteroide perteneciente al cinturón de asteroides, descubierto el 17 de marzo de 1991 por Satoru Otomo y el también astrónomo Osamu Muramatsu desde Kiyosato, Japón.

## Designación y nombre
Designado provisionalmente como 1991 FM. Fue nombrado Komori en honor a Yukimasa Komori, propietario de Astro-Dome Company y miembro del comité del Gotoh Planetarium y del Astonomical Museum. Nacido en 1900, es el astrónomo aficionado más antiguo conocido en Japón, y tuvo el placer de ver el cometa Halley tanto en 1910 como en 1986. Sus intereses principales fueron observar las ocultaciones lunares y los eclipses solares. Durante mucho se dedicó a popularizar la astronomía, particularmente a través de la radio nacional japonesa, planeó y llevó a cabo una transmisión minuto a minuto del eclipse solar total en 1936, vinculando observadores en varias estaciones.

## Características orbitales
Komori está situado a una distancia media del Sol de 2,187 ua, pudiendo alejarse hasta 2,322 ua y acercarse hasta 2,052 ua. Su excentricidad es 0,061 y la inclinación orbital 3,025 grados. Emplea 1181,47 días en completar una órbita alrededor del Sol.

## Características físicas
La magnitud absoluta de Komori es 13,6. Tiene 3,871 km de diámetro y su albedo se estima en 0,254. 